# James Carpenter (Astronom)
James Carpenter (* 17. Januar 1840 in Greenwich (London); † 17. Oktober 1899 in Lewisham (London)) war ein britischer Astronom.

## Leben
James Carpenter wurde am 17. Januar 1840 als Sohn des Installateurs James Carpenter und dessen Frau Charlotte in Greenwich geboren. Der Vater erlitt 1854 eine Insolvenz und saß sogar einige Zeit im Maidstone-Gefängnis ein. In diesem Jahr nahm James Carpenter im Alter von vierzehn Jahren und ohne eine astronomische Ausbildung eine Stelle als Rechner in der Abteilung für Magnetismus und Meteorologie am Royal Greenwich Observatory an. Nach einer Eignungsprüfung rückte er im Juli 1859 auf eine frei gewordene Assistentenstelle der astronomischen Abteilung vor und wurde wohl vom damaligen Astronomer Royal George Biddell Airy gefördert. 1861 wurde ihm die Verantwortung für ein kürzlich in Betrieb genommenes 12,8-Zoll-Teleskop übertragen und ab 1863 trug er auch die Verantwortung für die Bibliothek des Observatoriums. Für das Gentleman’s Magazine verfasste er 1866 einen längeren, dreiteiligen, historischen Beitrag mit dem Titel „John Flamsteed and the Greenwich Observatory“.
Carpenter galt als guter Zeichner und fertigte Zeichnungen von Planeten, Kometen und Mondstrukturen an. Mit einem von Airy entworfenen Instrument vermaß er Linien in Spektren zahlreicher Sterne. Auf Wunsch von William Huggins wurde er zur Beobachtung der totalen Sonnenfinsternis vom 22. Dezember 1870 nach Oran in Algerien entsandt, allerdings scheiterte die Expedition an den schlechten Wetterbedingungen vor Ort. Ab 1871 war er mit der Ausführung einer Reihe magnetischer Untersuchungen betraut.
Carpenter heiratete am 21. Oktober 1868 Ellen Penn, eine Nichte zweiten Grades von John Penn, aus der Ehe gingen keine Kinder hervor. 1872 verließ er das Greenwich-Observatorium, um eine Stelle im Familienunternehmen John Penn and Sons, das für die Britische Marine produzierte, anzutreten. Seit dieser Zeit hatte er mit Ausnahme einiger Besuche des Burlington House, dem Sitz der Royal Astronomical Society, zu deren Fellow er 1867 ernannt worden war, nur noch wenig Verbindung zur Astronomie.
Er arbeitete achtzehn Jahre lang in diesem Unternehmen, bevor er sich aus gesundheitlichen Gründen zur Ruhe setzte, er litt an Herzproblemen. Er überlebte seine Frau um neun Jahre und starb am 17. Oktober 1899 im Alter von 59 Jahren. Er wurde auf dem Ladywell-Friedhof im Londoner Bezirk Lewisham beerdigt.

## Der Mond

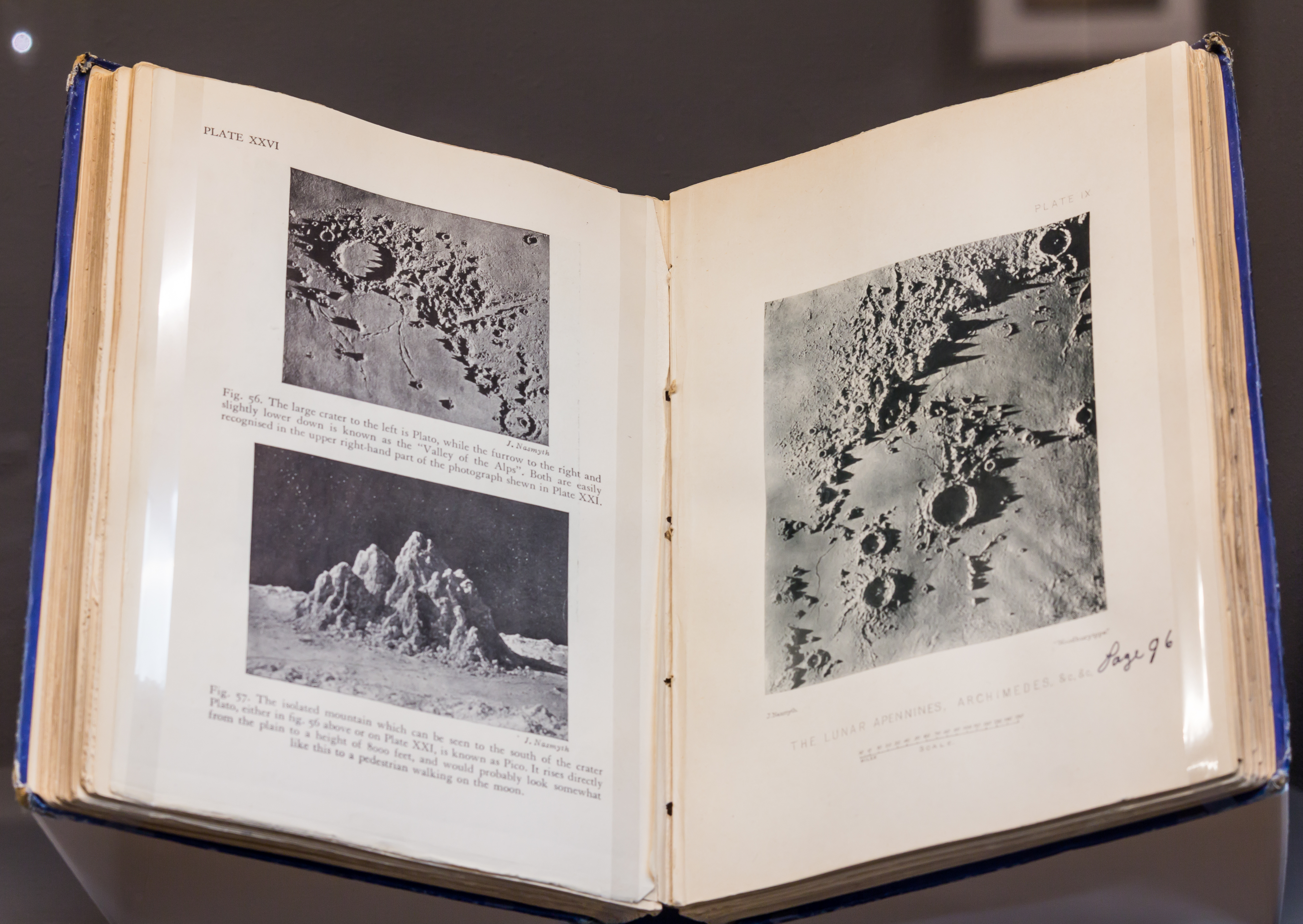
Bilder aus dem Buch „The Moon“

1874 erschien das von Carpenter und James Nasmyth verfasste und weit verbreitete Buch „The Moon; Considered as a Planet, a World, and a Satellit“. Es wurde in mehrere Sprachen übersetzt, darunter auch ins Deutsche „Der Mond; betrachtet als Planet, Welt und Trabant“.
Eine Besonderheit des Buches besteht darin, dass viele Abbildungen Fotografien von angefertigten Gipsmodellen von Teilen der Mondoberfläche sind, wodurch es möglich war, durch geschickte Beleuchtung Licht- und Schatteneffekte darzustellen. Für die Entstehung der Krater vertritt das Buch die heute widerlegte Theorie eines vulkanischen Ursprungs, räumt allerdings ein, dass sich einige große Strukturen wie Ptolemaeus oder das Mare Crisium wohl nicht so erklären lassen. Hier werden mögliche Hebungskräfte, die von einem Zentrum unterhalb der Mondoberfläche ausgehen und so die kreisrunden Strukturen erzeugen, vorgeschlagen. Die Existenz von Leben auf dem Mond wird wegen fehlender Atmosphäre oder vorherrschender Temperaturen praktisch ausgeschlossen, es wird aber beschrieben, welche astronomischen Bedingungen, etwa in Bezug auf Tageslänge oder Verfinsterungen, angenommene Bewohner vorfänden. In einem letzten Kapitel wird die Bedeutung des Mondes für den Menschen behandelt.

## Ehrungen
- Am 8. Februar 1867 wurde James Carpenter zum Fellow der Royal Astronomical Society gewählt.[9]
- Im Jahre 1935 benannte die Internationale Astronomische Union den Mondkrater Carpenter offiziell nach James Carpenter und später auch Edwin Francis Carpenter.[10]